# تاريخ أبحاث تخفيف الضغط
ينشأ تخفيف الضغط في سياق الغوص عن انخفاض في الضغط المحيط الذي يتعرض له الغواص أثناء الصعود في نهاية عملية الغوص أو التعرض للضغط العالي ويشير إلى انخفاض الضغط والسماح بخروج الغازات الخاملة المذابة من الأنسجة خلال هذا الانخفاض في الضغط.
عندما ينزل الغواص في الماء، يرتفع الضغط المحيط. يتدفق غاز التنفس بنفس ضغط الماء المحيط، ويذوب بعض هذا الغاز في دم الغواص والأنسجة الأخرى. يستمر امتصاص الغاز الخامل حتى يصبح الغاز المذاب في الغواص في حالة توازن مع غاز التنفس في رئتي الغطاس، أو حتى يتحرك الغواص لأعلى في عمود الماء ويقلل من الضغط المحيط بغاز التنفس حتى تصبح الغازات الخاملة الذائبة في الأنسجة عند تركيز أعلى مقارنةً بحالة التوازن، لتبدأ في الانتشار مرةً أخرى. يمكن أن تشكل الغازات الخاملة الذائبة مثل النيتروجين أو الهيليوم فقاعات في دم وأنسجة الغواص إذا ارتفعت الضغوط الجزئية للغازات الذائبة في الغواص مقارنةً بالضغط المحيط. يمكن أن تؤدي هذه الفقاعات وعواقب الإصابات الناتجة عنها إلى تلف الأنسجة، وهو ما يُعرف بشكل عام بمرض تخفيف الضغط أو الانحناءات. الهدف المباشر من تخفيف الضغط المُتحكم به هو تجنب أعراض تكوين الفقاعات في أنسجة الغواص، والهدف طويل المدى هو أيضًا تجنب المضاعفات الناتجة عن إصابات تخفيف الضغط الخالية من الأعراض.
من المعروف أن أعراض مرض تخفيف الضغط هي بفعل التلف الناتج عن تكون ونمو فقاعات الغاز الخامل داخل الأنسجة وعن انسداد الدم الشرياني في الأنسجة عن طريق فقاعات الغاز والانسدادات الوعائية الأخرى الناتجة عن تكون الفقاعات وتلف الأنسجة. كانت الآليات الدقيقة لتشكيل الفقاعات والأضرار التي تسببها موضوع بحث طبي لفترة طويلة وطُورت واختُبرت العديد من الفرضيات حول الموضوع. اقتُرحت واختُبرت واستُخدمت جداول وخوارزميات للتنبؤ بنتائج مواعيد تخفيف الضغط لعمليات التعرض للضغط العالي، وتبين عادةً أنها ذات فائدة ولكنها ليست موثوقة تمامًا. يبقى تخفيف الضغط إجراءً ينطوي على بعض المخاطر، ولكن تم التخفيف من حدة هذه المخاطر، ومن المقبول بشكل عام الغوص ضمن نطاق غوص تجاري وعسكري وترفيه مُختبر جيدًا.
أُجري أول عمل تجريبي مُسجل حول تخفيف الضغط من قِبل روبرت بويل، الذي أخضع حيوانات تجارب لضغط محيط منخفض باستخدام مضخة تفريغ بدائية. في التجارب الأولى، نفقت حيوانات الاختبار نتيجة الاختناق، ولكن في التجارب اللاحقة، رُصدت أعراض ما أصبح يُعرف لاحقًا باسم مرض تخفيف الضغط. في وقت لاحق، عندما سمحت التطورات التكنولوجية باستخدام ضغط المناجم والقيسونات لمنع دخول المياه، لوحظ ظهور أعراض مرض على عمال المناجم أصبح يُعرف باسم مرض القيسون، ومرض الانحناءات، ومرض تخفيف الضغط. بمجرد اكتشاف أن الأعراض كانت ناجمةً عن فقاعات الغاز، وأن إعادة الضغط يمكن أن تخفف الأعراض، أظهر الدراسات الأخرى إمكانية تجنب الأعراض عن طريق تخفيف الضغط البطيء، وبالتالي تم صياغة نماذج نظرية مختلفة للتنبؤ بحالات تخفيف الضغط ذات الخطر المنخفض وعلاج مرض تخفيف الضغط.